# Мандрыковка
Мандрыковка — казацкий посёлок и современная историческая местность города Днепр, которая расположена вдоль правого побережья реки Днепра в Соборном районе города Днепр.

## Описание
Казацкая Мандрыковка застраивалась на восточных склонах главного городского холма.
Местность старой Мандрыковки охватывает на севере земли от Мерефо-Херсонского моста до Лоцманской Каменки на юге.
Границей Мандрыковки с Лоцманской Каменкой является Дорожная улица (или в народе — Межевая), где заканчивается Мандрыковская улица на 5 массиве Победы, где она переходит в Бакинскую улицу. Эта граница приблизительно находится посередине дома «Большой китайской стены».
Восточной границей были плавни в Станового острова, который омывался водами Днепра и Старого Днепра.
На западе Мандрыковка поднималась своей застройкой небольшими байраками на главный городской холм.
Мандрыковка также занимала территорию современных 1-го, 2-го и 3-го и частично 4-5 жилых массивов жилого района Победа. Сейчас 1, 2, 3 и 4-й массивы неофициально называются Мандрыковкой.

## Исторические ведомости
Название происходит от фамилии казацкого есаула Андрея Мандрики, у которого тут был зимовник. Позже, уже после того, как на территории села Половица был основан Екатеринослав, часть бывших жителей села поселилась рядом с Мандрыкой, а своё поселение назвали Мандрыковкой.
Существует легенда, что в мае 1820 года Александр Пушкин, который тогда был в ссылке и приехал в Екатеринослав служить в канцелярии генерала Ивана Инзова, часть своего недолгого пребывания в Екатеринославе жил как раз в Мандрыковке в доме еврея Краконини. Живя на берегу Днепра, Александр Сергеевич решил искупаться в ещё холодной майской воде и заболел воспалением лёгких. Больного Пушкина нашла семья Николая Раевского и забрала с собой в Крым.
На 1859 год Мандрыковка относилась к Екатеринославу, как пригород с 70 дворами, 435 жителями.
Входила в состав Сурской волости Екатеринославского уезда.
На 1886 год в бывшем казацком селе Сурской волости Екатеринославского уезда Екатеринославской губернии проживало 564 человека, числилось 101 дворовое хозяйство, существовала школа.
Согласно переписи 1897 года, количество жителей увеличилось до 856 человек (430 мужчин и 426 женщин), из которых все православные.
В конце XIX ст. Мандрыковка официально стала частью Екатеринослава. Тогда же появилась улица Мандрыковская —
центральная улица района.
Со времён советской коллективизации в посёлке Мандрыковка существовал колхоз «Победа». По требованию колхозников в 1937 году большевики переименовали Мандрыковку в посёлок Пушкина. Однако название не прижилось.
С 1969 года началась застройка восточной части Мандрыковки многоэтажками жилого района «Лоцманский» (В 1975 году переименован в «Победу»). Другая главная улица Мандрыковки — набережная Победы, которая была построена на подмытой территории, проходит по восточной границе бывшего посёлка, параллельно Мандрыковской улице.

## Инфраструктура
На данный момент на Мандрыковке, кроме малоэтажной приватной постройки, находятся: студенческие городки и научные корпуса Академии физической культуры и спорта, национальной металлургической академии и Украинского государственного химико-технологического университета, главный офис «Приватбанка» и несколько других учреждений и предприятий.